# Alan Quinn
Alan Quinn (Dublín, Irlanda, 13 de junio de 1979) es un exfutbolista irlandés, se desempeñó como centrocampista y culminó su carrera en el Ipswich Town de Inglaterra.

## Clubes
| Club                | País       | Año         |
| ------------------- | ---------- | ----------- |
| Sheffield Wednesday | Inglaterra | 1997 - 2003 |
| Sunderland AFC      | Inglaterra | 2003        |
| Sheffield Wednesday | Inglaterra | 2003 - 2004 |
| Sheffield United    | Inglaterra | 2004 - 2008 |
| Ipswich Town FC     | Inglaterra | 2008 -2011  |